# Tanytarsus jacaretingensis
Tanytarsus jacaretingensis är en tvåvingeart som beskrevs av Sanseverino 2006. Tanytarsus jacaretingensis ingår i släktet Tanytarsus och familjen fjädermyggor. Inga underarter finns listade i Catalogue of Life.